# Kulturstiftung Leipzig
Die Kulturstiftung Leipzig – Stiftung für Denkmalpflege, Stadtkultur und Umweltschutz ist eine rechtsfähige Stiftung des privaten Rechts mit Sitz in Leipzig, sie verfolgt ausschließlich gemeinnützige Zwecke.

## Aufgaben
Die Stiftung wurde am 26. Januar 1990 gegründet und mit der Urkunde vom 18. Juli 1991 vom ehemaligen Regierungspräsidium Leipzig als Stiftung Nummer 1 im damaligen Regierungsbezirk Leipzig anerkannt.
Der satzungsgemäße Zweck ist die Förderung der Kultur und der kulturellen Einrichtungen, des Denkmalschutzes, des Naturschutzes, des sozialen Engagements einzelner oder von Gruppen, das auf die Verwirklichung der Menschen ausgerichtet ist, sowie der Wissenschaft und Forschung, die diesen Zielen dient. Die Stiftungsorgane sind der Stiftungsrat und der Vorstand.
Als erstes großes Projekt des Denkmalschutzes nahm sich die Kulturstiftung umgehend nach ihrer Gründung der Rettung und späteren Sanierung der Alten Nikolaischule an. Auf Beschluss der damaligen Stadtverordnetenversammlung wurde das Gebäude an die Stiftung übertragen, deren Sitz es seit der Wiedereröffnung am 10. September 1994 ist.
Geschäftsführer war von 2008 bis 2015 der Denkmalpfleger und Kunstwissenschaftler Wolfgang Hocquél, ihm folgte Olaf Doehler, ehemals Geschäftsführer der Architektenkammer Sachsen. Seit 1. Oktober 2022 ist Falk Elstermann Geschäftsführer der Kulturstiftung Leipzig. Präsident ist seit 2010 der Hochschullehrer und Pianist Rolf-Dieter Arens.

## Vergebene Preise und Publikationen
Die Stiftung verleiht seit 1992 alle zwei Jahre den Hieronymus-Lotter-Preis für Denkmalpflege. Diese nach dem Kaufmann und ehemaligen Leipziger Bürgermeister Hieronymus Lotter (1497–1580) benannte Auszeichnung würdigt Leipziger Bauherren für ihre besonderen Bemühungen um die Sanierung und Instandsetzung von Bau- und Kulturdenkmalen.
Außerdem vergibt die Stiftung seit 1992 einen Förderpreis für beispielhafte Leistungen im Umweltschutz. Mit diesem Umweltpreis sollen im privaten und ehrenamtlichen Bereich öffentlich bedeutsame ökologische Initiativen gewürdigt und finanziell unterstützt werden.
Seit 1991 gibt die Kulturstiftung die Kulturzeitschrift Leipziger Blätter heraus.